# A2213 road
Die A2213 ist eine Class-I-Straße, die 1923 im Stadtgebiet London mit der namentlichen Bezeichnung „Kidbrooke Park Spur (new road in course of construction)“ festgelegt wurde. Zu dem Zeitpunkt der Festlegung existierte ein Teil der Straße noch nicht – in der ersten Karte mit Straßennummern war der Teil, der noch zu bauen war, noch gestrichelt eingezeichnet; die Straßen, die es damals schon gab, waren nicht markiert. Ihr Beginn ist am Übergang der A20 in die A210 (die A20 war ab der Stelle als Südumgehung von Eltham geplant / in Bau). Dort entstand nordwärts eine neue Straße bis zur Weigall Road. Ab dort wurde die A2213 über existierende Straßen bis zur A207 geführt. Dabei kreuzte sie auch die geplante Trasse der A2, die aber letztendlich nur bis kurz vor dem Kreuzungspunkt östlich herangebaut wurde.